# Charmbracelet
 (mars 2017).
Si vous disposez d'ouvrages ou d'articles de référence ou si vous connaissez des sites web de qualité traitant du thème abordé ici, merci de compléter l'article en donnant les références utiles à sa vérifiabilité et en les liant à la section « Notes et références ».
Albums de Mariah Carey
Greatest Hits
(2001) The Remixes
(2003)
Singles
1. Through the Rain
Sortie : 5 octobre 2002
2. Boy (I Need You)
Sortie : 26 novembre 2002
3. Bringin' On the Heartbreak
Sortie : 2 juin 2003

Charmbracelet est le neuvième album studio de Mariah Carey, sorti en 2002.
Cet album rencontre un succès plus que mitigé, se vendant environ à 3 millions d'exemplaires. Faisant suite à l'échec de Glitter, Mariah entame le début de sa résurrection avec cet album qui étonne plus d'un fan par son éclectisme instrumental et ses mélodies originales. Mariah rend hommage à son père dans la chanson Sunflowers for Alfred Roy, titre qu'elle enregistre en une seule prise[réf. nécessaire].

## Liste des titres
| 1.    | Through the Rain                                   | 4:51 |
| 2.    | Boy (I Need You) (feat. Cam'ron)                   | 5:17 |
| 3.    | The One                                            | 4:10 |
| 4.    | Yours                                              | 5:09 |
| 5.    | You Got Me (feat. Jay-Z & Freeway)                 | 4:25 |
| 6.    | I Only Wanted                                      | 3:40 |
| 7.    | Clown                                              | 3:19 |
| 8.    | My Saving Grace                                    | 4:12 |
| 9.    | You Had Your Chance                                | 4:24 |
| 10.   | Lullaby                                            | 4:58 |
| 11.   | Irresistible (feat. Westside Connection)           | 5:06 |
| 12.   | Subtle Invitation                                  | 4:29 |
| 13.   | Bringin' On the Heartbreak                         | 4:37 |
| 14.   | Sunflowers For Alfred Roy                          | 3:01 |
| 15.   | Through the Rain (Remix) (feat. Kelly Price & Joe) | 3:32 |
| 65:11 |                                                    |      |

Note
La chanson Bringing' on the heartbreak est une reprise du groupe Def Leppard, sortie en single en 1981.
| Titres bonus - Édition et rééditions Japon, | Titres bonus - Édition et rééditions Japon, | Titres bonus - Édition et rééditions Japon, | Titres bonus - Édition et rééditions Japon, | Titres bonus - Édition et rééditions Japon, | Titres bonus - Édition et rééditions Japon, | Titres bonus - Édition et rééditions Japon, | Titres bonus - Édition et rééditions Japon, | Titres bonus - Édition et rééditions Japon, | Titres bonus - Édition et rééditions Japon, |
| No                                          | Titre                                       | Durée                                       |                                             |                                             |                                             |                                             |                                             |                                             |                                             |
| ------------------------------------------- | ------------------------------------------- | ------------------------------------------- | ------------------------------------------- | ------------------------------------------- | ------------------------------------------- | ------------------------------------------- | ------------------------------------------- | ------------------------------------------- | ------------------------------------------- |
| 16.                                         | Miss You (feat. Jadakiss)                   | 5:07                                        |                                             |                                             |                                             |                                             |                                             |                                             |                                             |
| 69:52                                       |                                             |                                             |                                             |                                             |                                             |                                             |                                             |                                             |                                             |

| Titres bonus - Special edition Royaume-Uni | Titres bonus - Special edition Royaume-Uni                 | Titres bonus - Special edition Royaume-Uni | Titres bonus - Special edition Royaume-Uni | Titres bonus - Special edition Royaume-Uni | Titres bonus - Special edition Royaume-Uni | Titres bonus - Special edition Royaume-Uni | Titres bonus - Special edition Royaume-Uni | Titres bonus - Special edition Royaume-Uni | Titres bonus - Special edition Royaume-Uni |
| No                                         | Titre                                                      | Durée                                      |                                            |                                            |                                            |                                            |                                            |                                            |                                            |
| ------------------------------------------ | ---------------------------------------------------------- | ------------------------------------------ | ------------------------------------------ | ------------------------------------------ | ------------------------------------------ | ------------------------------------------ | ------------------------------------------ | ------------------------------------------ | ------------------------------------------ |
| 16.                                        | Miss You (feat. Jadakiss)                                  | 5:08                                       |                                            |                                            |                                            |                                            |                                            |                                            |                                            |
| 17.                                        | I Know What You Want (feat. Busta Rhymes & Flipmode Squad) | 5:26                                       |                                            |                                            |                                            |                                            |                                            |                                            |                                            |
| 75:18                                      |                                                            |                                            |                                            |                                            |                                            |                                            |                                            |                                            |                                            |

## Liste des clips issus deCharmbracelet
1. Through the Rain (Octobre 2002) (Dave Meyers)
2. Boy (I Need You) (Février 2003) (Joseph Khan)
3. I Know What You Want (Avril 2003) (Chris Robinson)
4. Bringing' On The Heartbreak (Mai 2003) (Sanaa Hamri)